# Habenaria parvipetala
Habenaria parvipetala är en orkidéart som beskrevs av Johannes Jacobus Smith. Habenaria parvipetala ingår i släktet Habenaria och familjen orkidéer.
Artens utbredningsområde är Java. Inga underarter finns listade i Catalogue of Life.